# Kwyet Kinks
Kwyet Kinks è il terzo EP del gruppo musicale britannico The Kinks, pubblicato nel settembre 1965. A differenza della maggior parte degli altri EP della band, contiene tutti brani originali non apparsi precedentemente su LP.

## Descrizione
Come suggerito dal gioco di parole del titolo, tutti e quattro i brani sono "quieter" (Kwyet), più "tranquilli", rispetto al tipico sound rock della canzoni dei Kinks fino ad allora, in particolare Wait Till The Summer Comes Along, composta e cantata da Dave Davies, che mostra una chitarra acustica in evidenza con chiare influenze country o folk.
Il brano A Well Respected Man è il primo esempio dello stile narrativo di Ray Davies incentrato sulla critica/commento della società britannica. Venne pubblicato anche su singolo negli Stati Uniti nell'ottobre 1965 (con Such A Shame come lato B) dove raggiunse la posizione numero 13 in classifica. A seguito del successo del precedente 45 giri, Dedicated Follower of Fashion, la canzone venne pubblicata su singolo anche in Europa nel 1966.
Negli Stati Uniti, le tracce furono incluse nella raccolta Kinks Kinkdom nel novembre 1965. Tutti e quattro i brani non erano precedentemente disponibili in Gran Bretagna su uscite ufficiali della Pye Records prima della pubblicazione dell'EP e, in seguito,  tre della canzoni (esclusa Such a Shame) furono inserite nella compilation economica della Marble Arch Well Respected Kinks nel 1966 e Such a Shame apparve nella successiva raccolta del 1967 Sunny Afternoon. L'EP è stato ristampato in formato CD nel 1998 come parte del cofanetto che raccoglie tutti gli EP pubblicati dai Kinks. Inoltre, tutte le tracce sono state inserite come bonus tracks nella ristampa CD dell'album Kinda Kinks.

## Tracce
- Tutti i brani sono opera di Ray Davies tranne Wait Till the Summer Comes Along scritta da Dave Davies

Lato 1
1. Wait Till the Summer Comes Along (Dave Davies)
2. Such a Shame

Lato 2
1. A Well Respected Man
2. Don't You Fret

## Formazione
- Ray Davies: voce e chitarra elettrica
- Dave Davies: chitarra elettrica
- Mick Avory: batteria e percussioni
- Pete Quaife: basso